# Fredrik Gulbrandsen
Fredrik Gulbrandsen (ur. 10 września 1992 w Lillestrøm) – norweski piłkarz występujący na pozycji napastnika. Zawodnik klubu Molde FK. Syn innego piłkarza, Toma Gulbrandsena.

## Kariera klubowa
Gulbrandsen zawodową karierę rozpoczynał w sezonie 2009 w pierwszoligowym zespole Lillestrøm SK. W Tippeligaen zadebiutował 6 maja 2009 w przegranym 0:3 meczu ze Startem. W sezonie 2010 przebywał na wypożyczeniu w drugoligowym Lyn Fotball. Następnie wrócił do Lillestrøm. 3 lipca 2011 w wygranym 2:1 pojedynku z Vikingiem strzelił pierwszego gola w Tippeligaen.
W trakcie sezonu 2013 Gulbrandsen odszedł do innego pierwszoligowego zespołu, Molde FK. Pierwszy ligowy mecz zaliczył tam 3 sierpnia 2013 przeciwko SK Brann (2:0). W sezonie 2013 zdobył wraz z Molde Puchar Norwegii, a w sezonie 2014 mistrzostwo Norwegii, a także po raz drugi Puchar Norwegii.
W 2016 przeszedł do Red Bull Salzburg. 23 lipca 2016 zdobył pierwszego gola dla Red Bulla w debiutanckim meczu przeciwko Sturm Graz. 10 marca 2017 trafił na wypożyczenie do innego klubu z grupy Red Bulla, New York Red Bulls. Po zaledwie 3 miesiącach w czerwcu 2017 wypożyczenie zostało zakończone.
Po powrocie do Austrii, RB Salzburg zaliczył najlepszy sezon w europejskich pucharach, gdzie doszli do półfinału Ligi Europy. Gulbrandsen zagrał w rewanżowym półfinałowym starciu przeciwko Olympique Marseille, jednak awans wywalczył zespół z Francji.
25 czerwca 2019 podpisał kontrakt z İstanbul Başakşehir. W pierwszym sezonie w nowych barwach został mistrzem Turcji. 8 września 2022 przeszedł do Adany Demirspor.
31 sierpnia 2023 powrócił do Molde. W tym samym roku zdobył z zespołem Puchar Norwegii.

## Kariera reprezentacyjna
W reprezentacji Norwegii Gulbrandsen zadebiutował 27 sierpnia 2014 w zremisowanym 0:0 towarzyskim meczu ze Zjednoczonymi Emiratami Arabskimi.